# Rishiri
Rishiri är en japansk ö i Hokkaido prefektur. Den domineras av Rishirizan, en 1 731 meter hög, sovande vulkan. På toppen av Rishirizan finns en liten helgedom. Rishirizan har också en onsen, en varm källa.  Delar av ön ingår i Rishiri-Rebun-Sarobetsu nationalpark. 
Rishiri har 6 000 invånare som främst försörjer sig på turism och fiske. Huvudorten heter Oshidomari. Rishiri har färjeförbindelse med ön Rebun och fastlandsstaden Wakkanai, samt flygförbindelse med Sapporo.